# Benzopyrène
 (janvier 2017).
Les benzopyrènes sont une famille de composés aromatiques, mais le public, quand il utilise le terme au singulier, désigne souvent le benzo[a]pyrène,  un composé organique de formule C20H12 appartenant à la famille des hydrocarbures aromatiques polycycliques qui se présente sous la forme d'un solide cristallin jaune. Il est noté en abrégé B[a]P.
C'est un polluant de l'air persistant préoccupant ; structurellement formé de cinq cycles fusionnés, c'est un agent mutagène très cancérogène notamment trouvé dans la fumée de cigarette et dans les vapeurs émises par les pots d'échappement (à Paris son taux reste sous la valeur-cible (1 ng/m3) mais double presque à proximité du boulevard périphérique de Paris).

## Origines
Il est produit dans le goudron de houille, les fumées de combustion de la biomasse  (combustion mal maîtrisée du bois, brûlage de végétaux à l'air libre), les gaz d'échappement automobiles (surtout avec un moteur diesel), la fumée de cigarette, les viandes grillées (au barbecue notamment) et le pain grillé. 
C'est un produit de combustion incomplète à des températures entre 300 °C et 600 °C. 
Il est utilisé comme traceur d'autres polluants souvent associés (HAP) qu'on retrouve jusque dans les sédiments, et il peut être bioaccumulé par les animaux marins filtreurs ; différentiellement selon les tissus et organes.

## Polluant de l'air
Près de certaines usines et des couloirs de circulation du trafic routier ou du trafic maritime, et dans les régions d'incendies de forêt ou là où le chauffage au bois est pratiqué dans des foyers non optimisés, l'air en est particulièrement chargé.
En tant que produit classé cancérogène pour l'homme, il fait l'objet depuis 2004 d'une  directive  européenne, partiellement transcrite en droit français en octobre 2007.
En France
En 2018, avec un taux moyen de 2,4 ng/m3 (et plusieurs pics bien au-delà), l'un des records de France de pollution de l'air chronique repérée par ce produit serait la Vallée de la Fensch, au nord de la Moselle (norme européenne : 1 ng/m3), et bien que les mesures ne portent là que sur les PM10 (particules les plus grosses). Ceci serait notamment dû à l'activité sidérurgique de Florange. ArcelorMittal a déclaré en 2018 avoir investi quatre millions d'euros pour stopper ou limiter cette pollution.

À Paris, il est mesuré via plusieurs stations par Airparif. En 2007, sa teneur dans l'air y variait selon les sites de fond, peut-être selon Airparif à cause de combustion de bois en cheminée ou de brûlages sauvages, plus importants en zone résidentielle de banlieue (Gennevilliers, Vitry-sur-Seine) qu’en zone urbaine dense (Paris, Neuilly-sur-Seine). Sa première source semble être les véhicules du boulevard périphérique de Paris.

## Sources
Les benzopyrènes sont produits par combustion incomplète de composés aromatiques :
- dans l'environnement des raffineries de pétrole, lors de la mise en œuvre du goudron, lors de la combustion de tous les combustibles fossiles. C'est un composant de la créosote ;
- dans les gaz d'échappement des moteurs Diesel en cas de combustion insuffisante. La taille des molécules de benzopyrène n'est pas suffisante pour permettre leur piégeage par les filtres à particules ;
- les cigarettes de tabac produisent de 18 à 50 ng de benzopyrène[8] ;
- dans les vapeurs de goudrons ;
- le chauffage au bois, émetteur d'hydrocarbures aromatiques polycycliques dans l'atmosphère ;
- les brûlages de déchets verts, sont aussi des sources de benzopyrène à prendre en compte ; en milieu rural, la combustion du bois conduit à des niveaux élevés de B[a]P dans l'air extérieur[13],[14] ;
- dans les barbecues, où le benzopyrène est produit par combustion incomplète des graisses animales au contact des flammes de charbon de bois. Les concentrations peuvent atteindre 10 μg/kg de viande[15].

Hors exposition professionnelle, et pour un non-fumeur, dans la population générale des pays développés, la principale voie d’exposition aux HAP est l’alimentation : la contamination des aliments peut se faire par dépôt atmosphérique (végétaux), accumulation dans les espèces animales (viandes, poissons), ou lors de la préparation des aliments au charbon de bois. La seconde source d’exposition aux HAP est l’air ambiant, principalement par la fumée de tabac et les gaz d’échappement des véhicules, elle peut devenir la première source dans les régions du monde où la cuisine se fait au bois ou charbon de bois en foyer ouvert dans la maison ou le restaurant.

## Effets
Durant trois décennies, de nombreuses études ont mis en évidence des liens entre le benzopyrène et le cancer. Il a été plus difficile de relier l'apparition de cancers à des sources spécifiques de benzopyrène, en particulier chez l'homme. Des chercheurs de l'université d'État du Kansas ont récemment découvert des liens entre la vitamine A et l'emphysème pulmonaire chez les fumeurs. Le benzopyrène a été identifié à l'origine de cette déficience, car il induit une carence en vitamine A chez le rat de laboratoire.
Le 18 octobre 1996, une étude apportant les premières preuves moléculaires reliant définitivement des composants de la fumée de tabac au cancer du poumon a été publiée. Il a été montré que le benzopyrène, composé chimique présent dans la fumée de tabac, provoque des modifications dans les cellules pulmonaires identiques aux anomalies observées dans la plupart des tumeurs malignes au poumon.

Une étude de 2001 de l'Institut national du cancer (États-Unis) a montré que d'importantes quantités de benzopyrène sont retrouvées dans les aliments grillés au barbecue, surtout les steaks, le poulet avec la peau, et les hamburgers. Des scientifiques japonais ont montré que le bœuf grillé contient des agents mutagènes, des composés pouvant altérer la structure chimique de l'ADN.

## Interaction avec l'ADN

Structure du benzopyrène diol époxyde, un cancérigène.

Le benzopyrène est un agent capable d'intercalation entre les bases de l'ADN. Pour cette raison, il est mutagène et cancérigène.
En contact avec les cellules pulmonaires, le benzopyrène se transforme en benzopyrène-diol-époxyde, qui va modifier les propriétés de la guanine : en la désaminant, elle n'est plus compatible avec la cytosine et va dès lors s'associer à l’adénine : c'est donc une source de mutations très importante.